# Карл Фрам
Карл Фрам (нім. Karl Frahm; 3 серпня 1913, Альт-Метельн — ?) — німецький офіцер-підводник і політик, оберлейтенант-цур-зее крігсмаріне.

## Біографія
Син ремісника. 1 жовтня 1931 року вступив на флот, до 30 вересня 1932 року пройшов підготовку в 2-му дивізіоні корабельних гармат у Вільгельмсгафені. 12 червня 1941 року відправлений в кадровий резерв 1-го навчального дивізіону підводних човнів. З 28 червня по 23 серпня 1941 року пройшов курс підводника. 24 серпня відправлений в кадровий резерв 2-го навчального дивізіону підводних човнів. З 11 жовтня 1941 по 23 серпня 1942 року — старший штурман і 3-й вахтовий офіцер на підводному човні U-6, з 24 вересня 1942 по березень 1944 року — на U-190. З 24 квітня по 2 липня 1944 року пройшов курс торпедного офіцера, 3-31 липня — курс позиціонування (радіовимірювання), з 1 серпня по 17 вересня — курс командира човна. З 18 вересня по 30 листопада 1944 року — командир 15-ї роти гармат підводних човнів 21-ї флотилії. З 5 лютого 1945 року — командир U-2363. 9 травня був взятий в полон британськими військами. 2 березня 1947 року звільнений.
Після звільнення працював у сільському господарстві в рідному Альт-Метельні. В 1963/67 роках — член фракції НДПД в Народній палаті НДР.

## Звання
- Лейтенант-цур-зее (1 квітня 1944)
- Оберлейтенант-цур-зее (1 жовтня 1944)

## Нагороди
- Медаль «За вислугу років у Вермахті» 4-го класу (4 роки)
- Іспанський хрест в бронзі (6 червня 1939)
- Нагрудний знак мінних тральщиків (24 грудня 1940)
- Залізний хрест
  - 2-го класу (4 квітня 1943)
  - 1-го класу (20 січня 1944)
- Нагрудний знак підводника (23 серпня 1943)
- Фронтова планка підводника в бронзі (18 листопада 1944)